# 中国共产党陕北省委员会
中国共产党陕北省委员会，简称中共陕北省委，是1935年至1937年的一个中国共产党地方省委组织。

## 概述
1935年10月，中共中央与红一方面军到陕北根据地后，撤销了中共陕甘晋省委，成立了中共陕北省委和中共陕甘省委，在关中、三边、神府成立了三个特委，在伊克昭盟成立了工委。中共陕北省委由郭洪涛任书记，马明方仍担任陕北省苏维埃政府主席。郭洪涛调中共中央工作后，马明方又接任中共陕北省委书记，成为了陕北省的军政一把手。
1936年5月，中央又成设立了中共陕甘宁省委，三个省委统归西北中央局领导。1937年2月，中共中央决定设立中共陕甘宁边区委员会，撤销中共陕甘宁、陕北、陕甘省委，边区各地的党组织统一由边区党委领导。